# Ромити (Беневенто)
Ромити је насеље у Италији у округу Беневенто, региону Кампанија.
Према процени из 2011. у насељу је живело 44 становника. Насеље се налази на надморској висини од 725 м.